# 欣克斯山
欣克斯山（英語：Mount Hinks）是南極洲的山峰，位於麥克羅伯特森地，處於馬斯登山以南0.4公里，屬於古斯塔夫布爾山的一部分，海拔高度595米，現時由南極條約體系管理。